# Оушан Риџ (Флорида)
Оушан Риџ (енгл. Ocean Ridge) град је у америчкој савезној држави Флорида. По попису становништва из 2010. у њему је живело 1.786 становника.

## Демографија
Према попису становништва из 2010. у граду је живело 1.786 становника, што је 150 (9,2%) становника више него 2000. године.
| Група             | 2000.         | 2010.         |
| Белци             | 1.566 (95,7%) | 1.671 (93,6%) |
| Афроамериканци    | 2 (0,1%)      | 3 (0,2%)      |
| Азијати           | 9 (0,6%)      | 15 (0,8%)     |
| Хиспаноамериканци | 48 (2,9%)     | 77 (4,3%)     |
| Укупно            | 1.636         | 1.786         |